# Crescera Capital
Crescera Capital (fundada como Bozano Investimentos) é uma gestora de investimentos fundada em 2008. O foco da empresa é em participações em empresas médias e pequenas com potencial de crescimento.

## História
A Bozano Investimentos é criada como a junção da BR Investimentos, a Mercatto e a Trapezus.A gestora de ativos adotou o nome Bozano, pegando emprestada a marca do empresário Julio Bozano. Em 2019, foi feita a mudança de nome para Crescera Capital, com Bozano continue como sócio minoritário da companhia.
Paulo Guedes, ex-ministro da economia, fundou a BR Investimentos e foi o rosto público da Bozano até assumir o cargo de ministro. Ele ficou na presidência da empresa até o novembro de 2018, saindo logo após o resultado do segundo turno das eleições.

### Principais empresas investidas[5]
- Estapar
- Holding Hospital Care
- Nelogica
- NRE Educacional
- Tembici